# Malmö BI
Malmø Boll & Idrottsförening/Bold & Idrætsforening (MBI) var en skånsk idrætsforening, som havde succes i både fodbold og håndbold. Foreningen blev stiftet den 4. september 1917.
Klubben spillede i orange trøjer og gule bukser, og kæmpede om fodboldsuveræniteten i byen med MFF og Malmø-Kammeraterne i 1930'erne og 1940'erne, når man bl.a. i sæsonen 1937/1938 vandt den næsthøjeste liga (nuværende Superettan), hvilket betød Allsvenskan-kvalifikationskampe mod Degerfors IF, men tabte med 5-1 i to kampe (3-1 og 2-0).
Foreningen flyttede i 1973 fra det centrale Malmø til Rosengård, og er måske i Danmark i dag mest kendt for at have fostret talenter som Yksel Osmanovski eller Zlatan Ibrahimovic, og at være det tredje hold bag Di Blåe og Di Gule.
I 2000'erne blev klubben sammenlagt med Turk Anadolu FF og omdannet til FC Rosengård, men klubfusionen har fået ringe acceptens blandt de gamle fans.